# Балчуг (метеостанция)

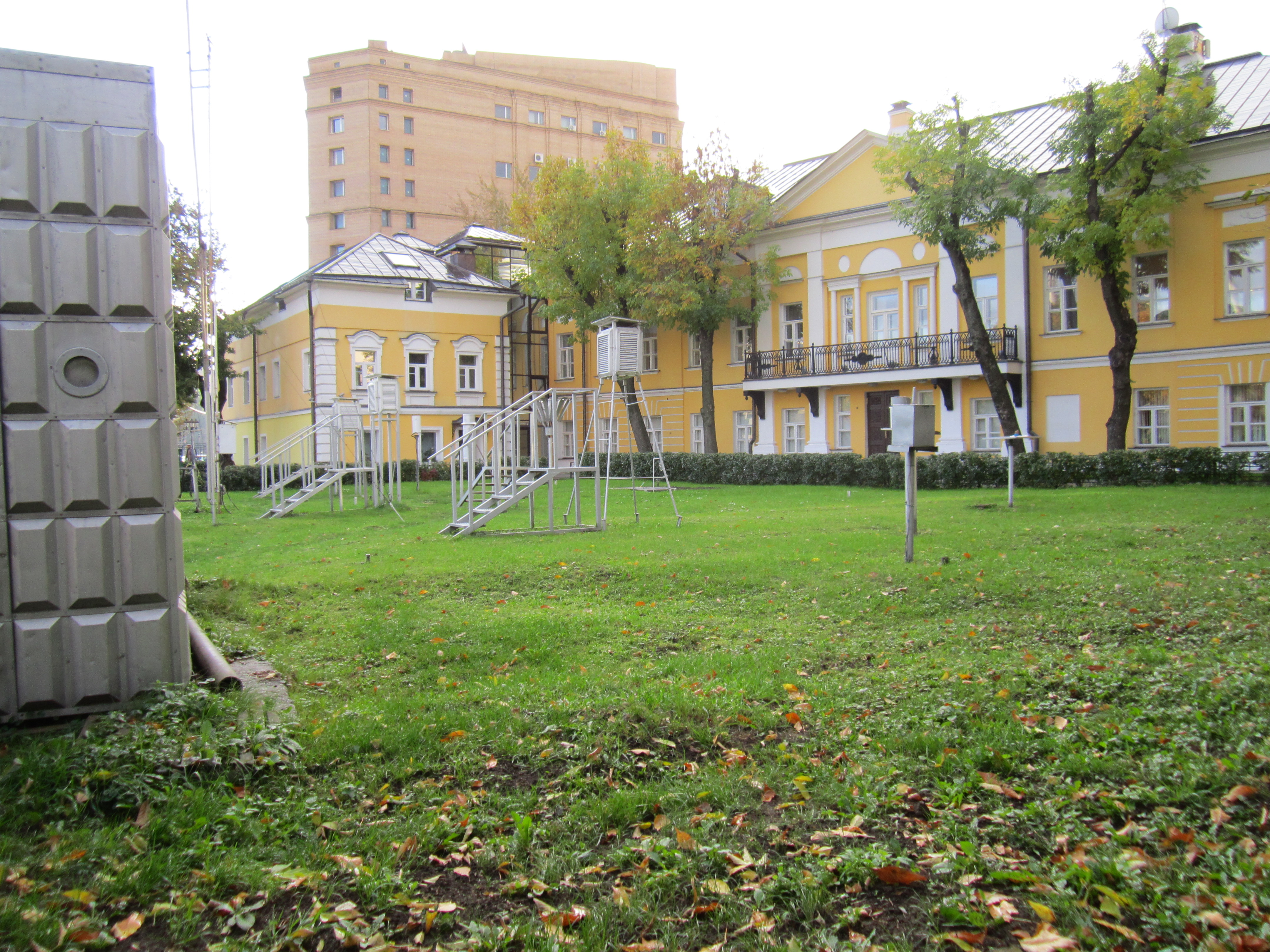
Вид на метеостанцию «Балчуг»

Метеостанция 2-го разряда Москва, Ба́лчуг (М-2 Москва, Балчуг) — дополнительная климатическая и информационная метеостанция Москвы. Синоптический индекс — 27605.
Относится к сети ФГБУ «Центральное УГМС», данные этой станции используются для характеристики фактической погоды в центре Москвы, тем не менее не являются официальными при характеристике климата города.

## История
Метеорологическая станция организована 20 сентября 1946 года. С момента организации не переносилась и работает без перерывов. Название менялось: с 20 сентября 1946 года по 1 ноября 1946 года «Москва Южная», затем — «Москва, Балчуг» и с 1 августа 1956 года — «Москва Гидрометобсерватория». С 1 января 1969 года вновь стала называться «Москва, Балчуг». Кроме основных наблюдений на станции ведутся наблюдения за загрязнением воздуха и осадков.

## Местоположение
Метеостанция располагается в историческом и географическом центре города, вблизи Кремля, на Овчинниковской набережной. Адрес метеостанции: Москва, Средний Овчинниковский переулок, д. 1. Географические координаты: 55°44′43″ с. ш. 37°37′48″ в. д..
Высота площадки над уровнем моря — 124 м, высота барометра над уровнем моря — 125 м.
Площадка, на которой размещены приборы, не соответствует требованиям руководящих документов по размещению метеостанции, согласно которым метеорологическая площадка должна быть удалена от зданий и деревьев не менее чем на 10-кратное значение их высоты — с южной стороны затеняется двухэтажным зданием, также рядом с площадкой имеются крупные заасфальтированные площади и автомобильная дорога.

## Климатические данные
В силу расположения в центре города, так называемого эффекта «острова тепла», а также расположения в пойме Москвы-реки и более низкой высоты над уровнем моря в сравнении с другими метеостанциями Москвы, показания с метеостанции «Балчуг» практически всегда выше показаний температуры с других московских станций. Абсолютный максимум температуры воздуха на метеостанции Балчуг составляет 39,0 °C, он зафиксирован за период 1946—2010 годов. Среднемесячные температуры в отдельные месяцы отличаются от метеостанции ВДНХ на 2-3° и соответствуют значениям, характерным больше для южного Черноземья. В 2014 году на этой метеостанции впервые в Москве был преодолён рубеж в +20°C в марте .
| Показатель | Янв. | Фев. | Март | Апр. | Май  | Июнь | Июль | Авг. | Сен. | Окт. | Нояб. | Дек. | Год   |
| --- | ---- | ---- | ---- | ---- | ---- | ---- | ---- | ---- | ---- | ---- | ----- | ---- | ----- |
| Средняя температура, °C | −5,6 | −5,7 | 0,1  | 8,0  | 14,7 | 18,7 | 20,9 | 18,8 | 12,5 | 6,5  | −0,4  | −4,4 | 7,0   |
| Норма осадков, мм | 39,1 | 36,8 | 37,2 | 37,5 | 66,1 | 68,9 | 79,9 | 79,7 | 64,7 | 59,6 | 50,7  | 54,2 | 674,4 |
| Источник: Погода и Климат - компиляция данных по средней температуре из раздела Саммари Среднее количество осадков с 2008 по 2017 год |      |      |      |      |      |      |      |      |      |      |       |      |       |

### Сравнение с другими московскими метеостанциями
Летом 2010 года на Балчуге зафиксированы максимальные температуры в Москве и ближайшем Подмосковье.
Абсолютный максимум температуры в Москве 2010 года
| Место | Значение температуры, °C | Дата установления                      | Метеостанция              |
| ----- | ------------------------ | -------------------------------------- | ------------------------- |
| 1     | 39,0                     | 29 июля 2010 года                      | м/с Москва Балчуг         |
| 2     | 39,0                     | 29 июля 2010 года, 2 августа 2010 года | м/с аэропорта Домодедово  |
| 3     | 38,2                     | 29 июля 2010 года                      | ВВЦ                       |
| 4     | 38,1                     | 6 августа 2010 года                    | м/с аэропорта Внуково     |
| 5     | 37,7                     | 29 июля 2010 года                      | м/с аэропорта Шереметьево |
| 6     | 37,5                     | 2 августа 2010 года                    | м/с Москва Тушино         |

Средний максимум июля 2010 по данным московских станций:
| Место | Значение температуры, °C | Метеостанция              |
| ----- | ------------------------ | ------------------------- |
| 1     | 33,0                     | м/с Москва Балчуг         |
| 2     | 33,0                     | м/с аэропорта Домодедово  |
| 3     | 32,2                     | м/с Тушино                |
| 4     | 32,0                     | ВВЦ                       |
| 5     | 32,0                     | м/с аэропорта Шереметьево |
| 6     | 31,7                     | м/с аэропорта Внуково     |

| Среднемесячная температура последних лет | Среднемесячная температура последних лет | Среднемесячная температура последних лет | Среднемесячная температура последних лет | Среднемесячная температура последних лет | Среднемесячная температура последних лет | Среднемесячная температура последних лет | Среднемесячная температура последних лет | Среднемесячная температура последних лет | Среднемесячная температура последних лет | Среднемесячная температура последних лет | Среднемесячная температура последних лет | Среднемесячная температура последних лет | Среднемесячная температура последних лет |
| Месяц                                    | Янв                                      | Фев                                      | Мар                                      | Апр                                      | Май                                      | Июн                                      | Июл                                      | Авг                                      | Сен                                      | Окт                                      | Ноя                                      | Дек                                      | Год                                      |
| 2007 год, °C                             |                                          |                                          |                                          | 7,0                                      | 17,5                                     | 19,1                                     | 20,3                                     | 22,1                                     | 13,4                                     | 7,9                                      | -1,1                                     | -1,2                                     |                                          |
| 2008 год, °C                             | −5,2                                     | -0,4                                     | 2,8                                      | 10,9                                     | 13,2                                     | 17,3                                     | 20,9                                     | 19,1                                     | 11,9                                     | 9,8                                      | 3,1                                      | -1,2                                     | 8,5                                      |
| 2009 год, °C                             | −4,7                                     | -4,2                                     | 0,4                                      | 6,6                                      | 15,4                                     | 18,9                                     | 20,8                                     | 17,2                                     | 15,5                                     | 6,8                                      | 2,8                                      | -5,4                                     | 7,5                                      |
| 2010 год, °C                             | -12,2                                    | -7,2                                     | -0,0                                     | 9,6                                      | 18,2                                     | 20,5                                     | 28,0                                     | 23,7                                     | 13,4                                     | 5,3                                      | 3,5                                      | -6,6                                     | 8,0                                      |
| 2011 год, °C                             | −6,6                                     | −9,9                                     | -1,1                                     | 7,6                                      | 16,2                                     | 20,9                                     | 25,3                                     | 20,5                                     | 13,4                                     | 7.4                                      | 1,1                                      | 0,4                                      | 7,9                                      |
| 2012 год, °C                             | −6,0                                     | −10,8                                    | -2,1                                     | 9,4                                      | 16,8                                     | 18,7                                     | 22,7                                     | 19,3                                     | 14,3                                     | 7,4                                      | 2,3                                      | -7,7                                     | 7,0                                      |
| 2013 год, °C                             | -7,5                                     | -2,3                                     | -5,1                                     | 7,5                                      | 18,5                                     | 21.7                                     | 20,6                                     | 20,3                                     | 11,2                                     | 7,7                                      | 4,7                                      | -1,0                                     | 8,0                                      |
| 2014 год, °C                             | -7,4                                     | -1,3                                     | 3,8                                      | 8,4                                      | 17,7                                     | 17,9                                     | 23,3                                     | 21,1                                     | 14,2                                     | 4,7                                      | -0,2                                     | -3,1                                     | 8,3                                      |
| 2015 год, °C                             | -3,6                                     | -1,4                                     | 3,2                                      | 7,1                                      | 15,9                                     | 19,6                                     | 19,9                                     | 19,6                                     | 15,5                                     | 5,4                                      | 1,7                                      | 1,1                                      | 8.7                                      |
| 2016 год, °C                             | -9,0                                     | 0,2                                      | 1,5                                      | 9,3                                      | 16,8                                     | 19,7                                     | 22,6                                     | 21,2                                     | 12,4                                     | 5,2                                      | -2,0                                     | −3,8                                     | 7,8                                      |
| 2017 год, °C                             | -6,8                                     | -3,7                                     | 3,4                                      | 6,3                                      | 12,3                                     | 15,8                                     | 19,4                                     | 20,6                                     | 14,2                                     | 5,8                                      | 0,8                                      | 0,6                                      | 7,4                                      |
| 2018 год, °C                             | -3,8                                     | -7,9                                     | -4,2                                     | 9,2                                      | 17,9                                     | 19,1                                     | 21,7                                     | 21,8                                     | 16,2                                     | 8,5                                      | 0,4                                      | -4,9                                     | 7,8                                      |
| 2019 год, °C                             | -5,9                                     |                                          |                                          |                                          |                                          |                                          |                                          |                                          |                                          |                                          |                                          |                                          |                                          |
| ---------------------------------------- | ---------------------------------------- | ---------------------------------------- | ---------------------------------------- | ---------------------------------------- | ---------------------------------------- | ---------------------------------------- | ---------------------------------------- | ---------------------------------------- | ---------------------------------------- | ---------------------------------------- | ---------------------------------------- | ---------------------------------------- | ---------------------------------------- |